# Ben Curtis (aktor)
Ben Curtis, właśc. Benjamin Bowmar Curtis (ur. 2 listopada 1980 w Chattanoodze) – amerykański aktor, muzyk i gitarzysta, były sponsor firmy Dell.
Ma 183 cm wzrostu.

## Filmografia
- 2006: Bully jako Damon (głos)
- 2007: Prawo i bezprawie jako Robert Cole
- 2009: Szpital Miłosierdzia jako lekarz pierwszego kontaktu
- 2009: Grand Theft Auto: The Ballad of Gay Tony jako przechodnie/rozmówca Conspire (głos)
- 2013: Grand Theft Auto V jako lokalni mieszkańcy (głos)
- 2014: Pojedynek na życie jako Jared